# 王子泊居軌道
王子泊居軌道（おうじとまりおるきどう）とは、かつて樺太泊居郡泊居町の泊居駅から同奥沢駅の間を結んでいた専用鉄道である。

## 路線
- 路線距離：泊居駅 - 奥沢駅間：13.7km
- 軌間：762mm
- 電化区間：なし（全線非電化）

## 沿革
- 1918年6月：大栄炭鉱開山に伴い開業[1]。
- 1943年4月1日：旅客営業開始[2]。
- 1945年8月：ソ連軍が南樺太へ侵攻、占領し、駅も含め全線がソ連軍に接収される。
- 1960年代後半（時期不明）：廃止[3]。

## 駅一覧
- 奥沢駅と大栄炭山の間には運炭用の索道が存在した[4]。

| 駅名   | 営業キロ | 接続路線 | 所在地 | 所在地 | 所在地 |
| ------ | -------- | -------- | ------ | ------ | ------ |
| 泊居駅 | 0.0      | 樺太西線 | 樺太   | 泊居郡 | 泊居町 |
| 元山駅 |          |          | 樺太   | 泊居郡 | 泊居町 |
| 奥沢駅 | 13.7     |          | 樺太   | 泊居郡 | 泊居町 |